# Vals-les-Bains
Vals-les-Bains település Franciaországban, Ardèche megyében. Lakosainak száma 3479 fő (2022. január 1.). Vals-les-Bains Chirols, Juvinas, Labégude, Lalevade-d’Ardèche, Pont-de-Labeaume, Prades, Saint-Andéol-de-Vals, Saint-Julien-du-Serre, Ucel és Vallées-d’Antraigues-Asperjoc községekkel határos.

## Népesség
A település népessége az elmúlt években az alábbi módon változott:
| Lakosok száma | 4190 | 3933 | 3661 | 3716 | 3455 | 3500 | 3582 | 3530 | 3495 | 3479 |
|               | 1968 | 1982 | 1990 | 2006 | 2013 | 2015 | 2017 | 2019 | 2020 | 2022 |